# Fernando García Lorenzo
Fernando García Lorenzo, també conegut com a Nando García, (El Astillero, 18 de desembre de 1912 - Santander, 2 de juny de 1990) fou un futbolista espanyol de les dècades de 1930 i 1940.

## Trajectòria
Va destacar al Racing de Santander, on jugà entre 1931 i 1936, quatre d'aquestes temporades a primera divisió. El 1936 fitxà pel FC Barcelona, però amb l'arribada de la Guerra decidí marxar a Amèrica, on jugà a diversos clubs argentins i mexicans. A Mèxic li van donar el sobrenom del gavilán (esparver), per la seva forma de moure els braços quan protegia la pilota. Alguns clubs pels que jugà durant aquests anys foren el CF Atlante, el Vélez Sarsfield, el San Lorenzo o el Real Club España. Les temporades 1945 a 1947 tornà a jugar al FC Barcelona, però a continuació retornà a Amèrica.
Disputà un partit amb la selecció espanyola el 19 de gener de 1936 enfront de la selecció d'Àustria, amb victòria austríaca per 4 gols a 5, en un partit jugat a Madrid. També jugà amb Catalunya l'any 1946.

## Palmarès
Club de Fútbol Asturias
- Liga Mayor:
  - 1939

Real Club España
- Liga Mayor:
  - 1945